# نوهاك عقيلته
نوهاك عقيلته (باللاوية: ໜູຮັກ ພູມສະຫວັນ) (و. 1910 – 2008 م) هو سياسي من لاوس .
ولد نوهاك في بان Phalouka في محافظة موكداهان، تايلاند في عام 1910، وتزوج من زوجته الأولى، (جانثوم)، في عام 1933 وكان لديهم أربعة أطفال، فووثون، فوينسافا، خانكيو وابنه. وقال انه تزوج مرة أخرى في وقت لاحق في عام 1944 لBounema، وكان عضوا مؤسساً للحركة لاو الثورية في عام 1945، وأصبح رئيس لجنة مقاومة لاو للمنطقة الشرقية في عام 1949.
وفي حكومة المقاومة لاو، عين وزير المالية في عام 1950. وشارك في المؤتمر التأسيسي لحزب الشعب لاو (الذي سمي لاحقا الحزب الثوري لاو الشعبي، LPRP) في عام 1955، وانتخب كعضو المرتبة الثانية للجنة المركزية للحزب (نائب مدير اللجنة المركزية).